# 7-30 Waters
El 7-30 Waters fue un cartucho desarrollado en 1976 por Ken Waters para brindar un mejor rendimiento para munición de rifle de palanca que superase al popular .30-30 Winchester, al proporcionar una mayor velocidad y una trayectoria más plana con una bala más pequeña y ligera. En 1984, Winchester introdujo un rifle Modelo 94 con recámara para el 7-30 Waters, estableciéndolo como un cartucho comercial. En 1986, Thompson/Center comenzó a colocar cañones Contender de 10, 14 y 20 pulgadas para el cartucho. 

## Desarrollo
Una reseña del 7mm-08 Remington (un casquillo de .308 Winchester con cuello de 7 mm), explica el diseño del cartucho de la siguiente manera:

Todo lo que puede hacer una bala de 7 mm, también lo puede hacer una de calibre .30 de densidad seccional y coeficiente balístico comparables. El problema es que, para enviar una bala de calibre .30 a una trayectoria tan plana como la de una bala de 7 mm, se va a generar aproximadamente un 20 por ciento más de retroceso... [Una bala de] 7 mm produce un rendimiento claramente superior a larga distancia en términos de energía y trayectoria entregadas a cualquier nivel de retroceso dado [en comparación con una bala de calibre .30]. 

## Uso
Con balas de entre 110 a 120 granos, el 7-30 Waters es adecuado para la caza menor y alimañas (las cargas manuales con 110 pueden alcanzar casi 3000 pies/segundo). Con proyectiles de entre 120 y 154 granos es adecuado para venados; y con proyectiles desde 154 a 168 granos puede ser usado para la caza de animales más grandes a distancias cortas.  "El 7-30 Waters ha demostrado su capacidad de abatir efectivamente a presas de hasta 300 libras con dos tipos de balas de punta plana disponibles para quienes recargan y para usar en armas con cargadores tubulares. Para colas blancas, el Nosler de 120 granos tiene un desempeño excelente, pero cuando se necesita una mayor penetración para el venado bura y el oso negro, el Hornady de 139 granos es una mejor opción".  Nosler y Hornady ya no ofrecen balas de punta plana en 7 mm.  
Con rifles de cañón largo, el 7-30 Waters proporciona una trayectoria más plana y un alcance efectivo más largo, así como un retroceso reducido de las balas más ligeras. A pesar de las ventajas, el 7-30 todavía está muy por detrás del venerable .30-30 en popularidad. 
Donde el 7-30 se ha afianzado con fuerza es en las armas cortas. En campos de tiro de siluetas metálicas con pistola, un 7-30 Waters adecuadamente cargado proporciona un rendimiento igual al de otros gatos monteses de 7 mm, como el International Rimmed de 7 mm, pero sin el trabajo de formar casquillos. También añade la ventaja de poder disparar munición comercial, con cierta pérdida de rendimiento.  